# Bazylika św. Jana Chrzciciela w Krotoszynie
Bazylika św. Jana Chrzciciela w Krotoszynie – kościół rzymskokatolicki w Krotoszynie. Mieści się na placu ks. Teodora Kaczmarka. Należy do dekanatu Krotoszyn.
23 czerwca 2019 podniesiona do godności bazyliki mniejszej.

## Architektura
Świątynia wybudowana z fundacji Jana Rozdrażewskiego około roku 1592 dla braci czeskich, od 1600 kościół użytkują katolicy. Restaurowany po pożarze w 1774 roku. Późnogotycki, trzynawowy bazylikowy z wieżą na planie kwadratu. Nawy boczne są zwieńczone kaplicami o szczytach renesansowych. 
Na zewnętrznej elewacji prezbiterium barokowe epitafium księdza Dajewskiego, dziekana i proboszcza krotoszyńskiego (zmarłego 1704).

## Wnętrze
Wyposażenie wnętrza z XVII i XVIII wieku, bardzo bogate. 
- Ołtarz główny w stylu późnorenesansowym, drewniany, rzeźbiony, trzykondygnacyjny z figurami świętych, powyżej ołtarza późnogotycka rzeźba Madonny z Dzieciątkiem.
- Na profilowanej gotyckiej belce tęczowej gotycka grupa pasyjna z końca XV wieku
- Stalle późnorenesansowe
- W nawie południowej renesansowy nagrobek fundatora budowli Jana Rozdrażewskiego (zmarłego 1600) z leżącą postacią rycerza w zbroi